# Polythlipta guttiferalis
Polythlipta guttiferalis là một loài bướm đêm trong họ Crambidae.